# アミューあつぎ
アミューあつぎは、神奈川県厚木市に所在する複合商業施設である。「厚木パルコ」が撤退後の民間商業ビル「厚木パークビル」を厚木市が取得して、官民一体型の複合施設として開業した。

## 概要
市街地再開発事業で建設された「厚木パークビル」は、本厚木駅東口から徒歩で3分で、駅から伸びる本厚木駅東口地下道でつながり、1994年3月に「厚木パルコ・本館」としてオープンした。近くにあった「厚木パルコ・デュエ館」とともに初年度は計110億円の売上があったが、次第に伸び悩み、2008年2月に閉店した。閉店後は2011年5月まで、1階で人形店が営業を続けたが、市が支援したテナント誘致も実らず、商店街の連続性遮断や地下道の閉塞感などが市の深刻な課題となっていた。本厚木駅周辺では、2000年に丸井、2002年には長崎屋が閉店するなど大型店の閉店が相次いだ。中でも、厚木パークビルの再利用が市街地活性化のカギとされ、地元商店街などから市の取得を求める声も上がっていた。
市では2009年から2020年の12年間を期間とする第9次厚木市総合計画「あつぎ基本プラン」の基本施策の一つとして、「中心市街地の活性化」を推進。2014年度よりスタートした「あつぎ元気プラン第2次実施計画」において、まちの回遊性の向上やに賑わい創出、地域経済の活性化を目的に、所有者であった三菱地所などから8億5000万円で厚木パークビルを取得し、約26億円をかけて大規模な改装を実施して、「アミューあつぎ」を開業した。
上層部に公共施設を設けたのが、アミューあつぎ最大の特徴。中心市街地の公共施設は昭和50年前後に整備されたため老朽化が目立っていたが、幅広く利用されていたこともあり、このビルに時代に即した様々な公共施設を集約した。また上層階に設けることで下層階のテナントや周辺にある商店街などの集客力を高めるシャワー効果を見込んでいる。
地下1階から4階までの商業ゾーンのテナント誘致および運営は東急不動産SCマネジメントが行っており、「子どもから高齢者まであらゆる世代が交流できる施設」をコンセプトに21店舗が出店。最上階では旧館を継承した映画館「あつぎのえいがかんkiki」も営業している。
「アミュー」は「A (Atsumaru、Asobi、Atsugi)、M (Mirai)、YU (YUme)」を組み合わせた造語である。

## フロア構成
- 9階 映画館「あつぎのえいがかんkiki」
- 5 - 8階 公共ゾーン
  - 8階 こどもゾーン
- B1 - 4階 ショッピングゾーン
- B2階 駐車場

## 映画館

### アミューあつぎ映画.comシネマ
アミューあつぎ映画.comシネマ（アミューあつぎえいがドットコムシネマ）は、2014年4月26日から2018年11月9日までシーズオブウィッシュが運営したミニシアター（映画館）である。
厚木パルコでは、東京テアトルが「厚木テアトルシネパーク」（3スクリーン・383席）を運営したが、厚木パルコの閉鎖と同時に閉館した。閉館後に上映設備は撤去予定であったが、市民らが映画館復活を要望して残置された。
市はビルの再生計画で映画館復活を掲げるも、廃業済みであることから興行会社は難色を示した。このため『「渋谷真夜中の映画祭」実行委員会』の代表であった青山大蔵が運営を担うことになり、支配人にはシーズオブウィッシュ代表取締役の青山、副支配人は映画ブロガーの杉本穂高が就任した。スクリーンは、厚木テアトルシネパーク時代と同じ3スクリーンを配したが、1スクリーンは多目的ホール「ホール112」として映画上映と兼用。映画.comと提携して映画.comのトラフィックデータを番組編成に活用した。加えてビルを所有する市と連携。市では無料送迎バスを運行し、『広報あつぎ』に上映スケジュールを掲載した。
開業当初は批判的な市民の意見も見られたが、3ヵ月かけて500人に映画館再生について、理解を訴えたところ支援の和が広がり、2015年10月時点で会員数は2000人を超えた。以後も入館客数は増加傾向にあったが、賃料および映画購入料が上昇して経営は厳しく、2018年11月9日に閉館。運営するシーズオブウィッシュは、11月12日に自己破産を申請した。
データ
- スクリーン1：174席（デジタル上映）
- スクリーン2：58席（ブルーレイ・DVD上映）
- スクリーン3（ホール112）：112席（デジタル上映、多目的ホール兼用）
  - スクリーン3は開館当初は多目的ホールのみの使用となっていたが、2016年4月9日より通常の映画上映を開始した[14]。

### あつぎのえいがかんkiki
映画.comシネマの閉館後、大阪府に本社を置く映像&音響機器メーカー「映像機器システム社」が運営を引き継ぐことになり、2018年12月15日に「あつぎのえいがかんkiki」（あつぎのえいがかんキキ）として再オープンした。館名の「kiki」は、映像機器システム社の「機器」に由来する。スクリーン1と2の座席数は、映画.comシネマ時代より減少するも、高性能の音響設備を整えて「重低音に包まれるような環境」を目指した。
データ
- スクリーン1：152席 デジタル上映
- スクリーン2：56席 デジタル上映
- スクリーン3：112席デジタル上映、映画.comシネマとおなじく多目的ホールとしても使用する。

### 沿革
- 1994年3月：東京テアトルの運営で「厚木テアトルシネパーク」が開業。
- 2008年2月24日：厚木パルコ閉店に伴い「厚木テアトルシネパーク」が閉館。
- 2014年4月26日：「アミューあつぎ映画.comシネマ」が開業。
- 2018年
  - 10月23日：映画.comシネマの閉館を発表[12]。
  - 11月9日：映画.comシネマが閉館[12][17]。
  - 11月12日：映画.comシネマを運営した「シーズオブウィッシュ」が破産[13]。
  - 12月15日：映像機器システム社の運営で「あつぎのえいがかんkiki」が開業[15]。

## 年表
- 1994年（平成6年）3月 - 厚木パークビルに「厚木パルコ」が開店。
- 2006年（平成18年）10月6日 - パルコが2008年2月末の「厚木パルコ」閉鎖を発表[18]。
- 2008年（平成20年）2月24日 - 「厚木パルコ」が営業を終了[19]。
- 2012年（平成24年）11月30日 - 厚木パルコが入居した厚木パークビルを、厚木市が購入[4]。
- 2013年（平成25年）12月12日 - 名称を「アミューあつぎ」に決定[20]。
- 2014年（平成26年）
  - 2月24日 - グランドオープンを4月26日に決定[21]。
  - 4月26日 - グランドオープン[22]。
- 2018年（平成30年）
  - 11月9日 - 映画館「アミューあつぎ映画.comシネマ」が閉館[12][17]。
  - 12月15日 - 映画.comシネマ跡地に「あつぎのえいがかんkiki」が開業[15]。